# Steingrímur Thorsteinsson

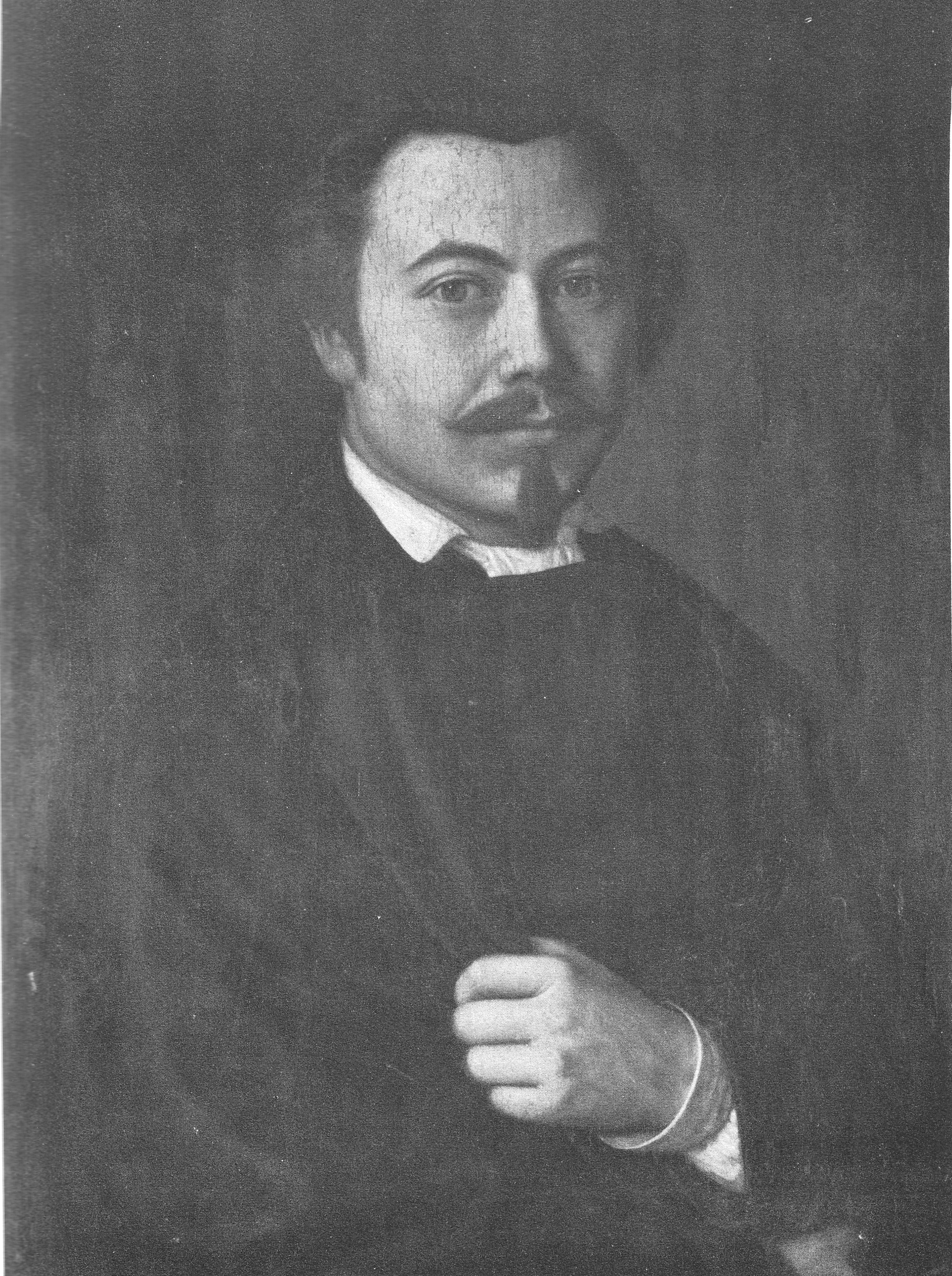
Steingrímur Thorsteinsson

Steingrímur Thorsteinsson (* 1831 in Arnarstapi, Island; † 1913 in Reykjavík, Island) war  ein isländischer Dichter.

## Familie und Herkunft
Seine Eltern waren der Stiftsamtmann Bjarni Thorsteinsson und dessen Ehefrau Þórunn Hannesdóttir, Tochter von Bischof Hannes Finnson von Skálholt.

## Leben
Steingrímur Thorsteinsson wurde im Jahre 1831 in Arnarstapi auf Snæfellsnes geboren. Er wuchs als einer von drei Söhnen in einer wohlhabenden Familie auf.
Für einen solchen war höhere Bildung selbstverständlich und diese erhielt er ab 1846 in Reykjavík in der sog. Lateinschule. Ein Schülerstreich und die Teilnahme an einem Aufstand gegen den Direktor hätten fast sein Abitur verhindert, jedoch konnte er dieses 1851 doch noch abschließen.
Anschließend hielt er sich viele Jahre in Dänemark auf. Er besuchte dort die Hochschule, studierte zunächst Jura, merkte aber bald, dass ihm dies doch nicht lag und wechselte zu den Geisteswissenschaften. Besonders die alten und neuen Sprachen hatten es ihm angetan. Erst nach 12 Jahren schloss er sein Studium ab. Während der Zeit in Kopenhagen hatte er sich auch an der Seite von Jón Sigurðsson sehr im Kampf für die Selbstständigkeit Islands engagiert und war in diesem Zusammenhang zeitweilig Chefredakteur der Zeitschrift  Ný félagsrit.
Nach einigen weiteren Jahren, in denen er vor allem mit Übersetzungen sein Brot verdient hatte, kehrte er nach Island zurück, wurde in Reykjavík nun selbst Lehrer am Gymnasium Lærði Skólinn und wirkte später zeitweilig dort auch als Schuldirektor.
1913 starb der Schriftsteller und Lehrer in Reykjavík.

## Werk
Steingrímur Thorsteinsson „gilt als einer der großen romantischen Dichter der isländischen Unabhängigkeitsbewegung“. Er schrieb viel Lyrik im Sinne der Romantik, erwarb sich aber auch als Übersetzer von Weltliteratur einen Namen. Dabei übersetzte er Werke so unterschiedlicher Schriftsteller wie Platon, Shakespeare, Schiller und Hans Christian Andersen sowie die Geschichten aus Tausendundeiner Nacht ins Isländische.